# 長紹
長紹 (1869年—?)，字子寿，号元度，爱新觉罗氏，宗室正藍旗第五旗廣裕佐领下人，清朝政治人物、同進士出身。

## 生平
光緒十七年順天乡试中举，十八年（1892年），参加光緒壬辰科殿試，登進士三甲61名。同年五月，改翰林院庶吉士 光緒二十年四月，散館，著以部属用。

## 家庭
- 曾祖耆英，文渊阁大学士；
- 曾祖母瓜尔佳氏，黑龙江將軍、乌里雅苏台將軍、盛京将军觀明之女；
- 祖父慶賢，宗人府理事、二等侍衛班領；
- 嫡祖母博尔济吉特氏，礼部尚书、太子太保恪慎公惠豐之女；
- 生祖母李氏；
- 父亲德本，鴻胪寺少卿；
- 母亲富察氏，道光庚戌进士恒林之女；
- 嫡妻富察氏，湖北盐法道錫璋之女、闽浙总督慶瑞之孙女、恒齡之曾孙女、东阁大学士，太子太保文定公托津之玄孙女、乾隆壬申翻译进士，理藩院尚书，恭勤公博清額之元孙女；
- 继妻鄭佳氏。[3]